# Майлгун ап Кадваллон
Майлгун ап Кадваллон (валл. Maelgwn ap Cadwallon, лат. Maglocunus, англ. Malcolm; ок. 480—547), также известный как Майлгун Гвинед или Майлгун Высокий (валл. Hir) — король Гвинеда примерно с 520 года.
Майлгун относится к числу полулегендарных правителей Гвинеда, некоторые фрагменты его биографии известны из исторически достоверных источников. Однако за многие века его личность обросла большим количеством мифов и легенд.

## Биография

### Правление
Этот король Гвинеда первым упоминается в современном ему сочинении — «О погибели Британии» Гильды Премудрого. Однако, несмотря на то, что указанный труд считается древнейшим историческим произведением Британии, он содержит крайне мало фактического материала в целом, и данных о жизни Майлгуна в частности. Писав, по сути, религиозно-морализаторский памфлет, бичующий закореневших в греховности жителей Британии и, особенно, их предводителей, Гильда создал достаточно нелицеприятный портрет могучего, но неправедного короля:
… А что же ты, о Маглокун, островной дракон, изгнатель многих из вышеупомянутых тиранов как из царства, так даже из жизни, о новейший суждением, первый во зле, превосходящий многих могуществом и столько же — коварством, великий щедростью, изобильнейший грехом, мощный оружием, но более сильный пагубами души, — глупо суетишься в такой старой черноте преступлений, словно опьянённый вином, выжатым из Содомской лозы? 
Сын Кадваллона Лаухира, Майлгун унаследовал престол Гвинеда после смерти своего отца. Гильда же одним из его основных грехов упоминает убийство венценосного дяди. Валлийские списки королей не содержат записей между Майлгуном и отцом, поэтому большинство специалистов сомневаются в сообщении Гильды, во всяком случае, в королевском статусе упомянутого дяди. Хотя некоторые и предполагают, что им мог быть брат Кадваллона — Оуайн Белозубый (валл. Owain Ddantgwyn).
Гильда завершает описание этого короля грехом убийства собственной жены и племянника, с целью женитьбы на вдове последнего.
Однако валлийская традиция не столь негативна в оценке и считает Майлгуна великим королём. Его царствование пришлось на период относительного мира, когда англосаксонское вторжение было приостановлено в результате ряда битв конца V века. Поэтому королевство Гвинед переживало при Майлгуне пору расцвета. Установив свой престол в Деганви, Майлгун окружил себя известнейшими бардами и артистами, и запомнился как покровитель искусств.
Умер Майлгун Гвинед согласно «Анналам Камбрии» в 547 году от «жёлтой чумы», эпидемии, которая сыграла трагическую роль в англосаксонском завоевании Британии, уничтожив значительную часть бриттского населения и практически не затронув германских племён, не имевших в то время широких контактов с континентальной Европой.
Майлгуну ап Кадваллону наследовал сын — Рин ап Майлгун. Кроме того, отца Бруде I (в записи «Пиктской хроники»: Mailcon), унаследовавшего престол Королевства пиктов в 556 году, можно по многим признакам отождествить с Майлгуном Гвинедом.

### Семья
Малйгун был женат трижды и от каждой жены имел детей:
- 1-я: Нест верх Сауил[7]
  - Святая Эургайн, замужем за Элидиром Богатым
- 2-я: Саннан верх Кинген или Санант верх Гиром[1]
  - Эйнион
  - Алсер
  - Доег
- 3-я: пиктская принцесса, возможно сестра Дреста мап Гирома
  - Бруиде
  - Домелха, замужем за Айданом

Также имел незаконнорождённого сына Руна, от Гваллдуэн верх Аваллах
По другой версии:
- 1-я Упинита, принцесса пиктов:
  - Бруиде
  - Домелха, замужем за Айданом
- 2-я Алсуин, дочь Сауила
  - Эйнион
  - Эургена
- 3-ая Гваллвен верх Аваллах
  - Рун
  - Бели
  - Иаго
  - Хурн
  - Доег
  - Рима, жена Хоэля сына Хоэля
- 4-я Санант
  - Святой Алсер
  - дочь
- 5-я Линета
  - Хуал